# Jankowo (Wielbark)
Jankowo (deutsch Jankowen, 1938 bis 1945 Wildenort) ist ein kleiner Ort in der polnischen Woiwodschaft Ermland-Masuren und gehört zur Gmina Wielbark (Stadt- und Landgemeinde Willenberg) im Powiat Szczycieński (Kreis Ortelsburg).

## Geographische Lage
Jankowo liegt in der südlichen Mitte der Woiwodschaft Ermland-Masuren, 15 Kilometer südwestlich der Kreisstadt Szczytno (deutsch Ortelsburg).

## Geschichte
Im Jahre 1788 wurde Jankowen gegründet und bestand im Grunde lediglich aus einem großen Hof. 1874 wurde die Landgemeinde in den neu errichteten Amtsbezirk Kannwiesen (polnisch Chwalibogi, heute nicht mehr existent) eingegliedert, der zum ostpreußischen Kreis Ortelsburg gehörte.
Am 8. November 1894 schlossen sich die Nachbargemeinden Wessolowen und Jankowen zur neuen Landgemeinde Wessolowen (1938 bis 1945 Fröhlichshof, polnisch Wesołowo) zusammen. Jankowen wurde am 3. Juni – amtlich bestätigt am 16. Juli – 1938 aus politisch-ideologischen Gründen der Abwehr fremdländisch klingender Ortsnamen in „Wildenort“ umbenannt.
In Kriegsfolge kam 1945 das gesamte südliche Ostpreußen an Polen. Wildenort erhielt die polnische Namensform „Jankowo“. Der Ort ist heute eine Ortschaft innerhalb der Stadt- und Landgemeinde Wielbark (Willenberg) im Powiat Szczycieński (Kreis Ortelsburg), bis 1998 der Woiwodschaft Olsztyn, seither der Woiwodschaft Ermland-Masuren zugehörig.

## Kirche
Jankowen resp. Wildenort gehörte bis 1945 kirchlicherseits zur Stadt Willenberg: zur evangelischen Kirche Willenberg in der Kirchenprovinz Ostpreußen der Kirche der Altpreußischen Union sowie zur römisch-katholischen St.-Johannes-Nepomuk-Kirche der Stadt, die damals zum Bistum Ermland gehörte. Heute gehört Jankowo katholischerseits wieder zur Pfarrgemeinde Wielbark, jetzt allerdings im Erzbistum Ermland gelegen. Die evangelischen Einwohner orientieren sich zu Pfarrei in Szczytno (Ortelsburg) in der Diözese Masuren der Evangelisch-Augsburgischen Kirche in Polen.

## Verkehr
Nach Jankowo führt von den Woiwodschaftsstraße 508 bei Wesołowo (Wessolowen, 1938 bis 1945 Fröhlichshof) aus eine Nebenstraße. Eine Anbindung an den Bahnverkehr besteht nicht.